# بيل ماسون (مجدف)
بيل ماسون (بالإنجليزية: Bill Mason)‏ هو مجدف بريطاني، ولد في 20 أغسطس 1950.

## وصلات خارجية
- بيل ماسون على موقع الاتحاد الدولي للتجديف (الإنجليزية)
- بيل ماسون على موقع أوليمبيديا (الإنجليزية)
- بيل ماسون على موقع اللجنة الأولمبية البريطانية (الإنجليزية)